# Quận Lawrence, Tennessee
Quận Lawrence là một quận thuộc tiểu bang Tennessee, Hoa Kỳ.
Quận này được đặt tên theo. Theo điều tra dân số của Cục điều tra dân số Hoa Kỳ năm 2000, quận có dân số 39.926 người, dân số năm 2005 ước tính 41.101 người . Quận lỵ đóng ở Lawrenceburg6.

## Địa lý
Theo Cục điều tra dân số Hoa Kỳ, quận có diện tích km2, trong đó có km2 là diện tích mặt nước.